# می‌میک
می‌میک (به لاتین: Meymik) یک منطقهٔ مسکونی در افغانستان است که در ولایت بدخشان واقع شده‌است.